# Siphonogamie
Unter Siphonogamie oder Pollenschlauchbefruchtung versteht man bei der Fortpflanzung der Samenpflanzen, dass bei der Befruchtung zumeist unbegeißelte Spermazellen durch einen Pollenschlauch zur Eizelle gebracht und dort entlassen werden. Evolutionär ursprünglich erfolgte die Befruchtung durch begeißelte Spermatozoide, wie man sie heute noch bei Farnen und Moosen findet. Bei den Palmfarnen und beim Ginkgo hat sich ein Zwischenstadium erhalten, da sie zwar Pollenschläuche bilden, diese jedoch begeißelte Spermatozoide entlassen.